# Dansk Folkeparti (1941)
Die Dansk Folkeparti war eine dänische Partei, die 1941 bis 1943 während der deutschen Besatzung Dänemarks existierte. Sie versammelte Mitglieder aus Konservativen, Sozialdemokratie, Danmarks Retsforbund und der Dänischen Nationalsozialistischen Arbeiterpartei (DNSAP). Sie blieb politisch bedeutungslos.
Die Dansk Folkeparti forderte einen korporativen Staat und vertrat faschistisches Gedankengut. Sie definierte sich als dänisch-patriotische Partei und attackierte Frits Clausens DNSAP für ihre pro-deutsche Haltung. Nach dem Zweiten Weltkrieg wurden einige ihrer Gründer allerdings selbst wegen Landesverrats angeklagt und verurteilt.
Die Parteigründung erfolgte am 1. März 1941. Vorsitzender wurde zunächst Victor Pürschel, bis 1938 Mitglied der Konservativen und 1922–1928 Fraktionsvorsitzender im dänischen Parlament. Weil sich die Dansk Folkeparti unter ihrem Organisationsleiter Wilfred Petersen (zuvor Chef der nazistischen Dansk Socialistisk Parti) zunehmend nationalsozialistisch und antisemitisch ausrichtete, verließen Pürschel und die meisten anderen führenden Mitglieder die Partei bereits wieder im Verlauf des Jahres 1941. Um eine parlamentarische Repräsentation zu erreichen, war 1941 ein Abgeordneter der DNSAP durch Bestechung zum Parteiübertritt bewogen worden. Er verließ die Partei 1943, wodurch sie nicht zur Folketingswahl am 23. März 1943 zugelassen war. Konsequenterweise rief die Dansk Folkeparti ihre Anhänger auf, die Wahl zu boykottieren.
Die heutige Dansk Folkeparti wurde 1995 gegründet und hat keine Verbindung zur ehemaligen Partei gleichen Namens.